# Kamp Schoorl

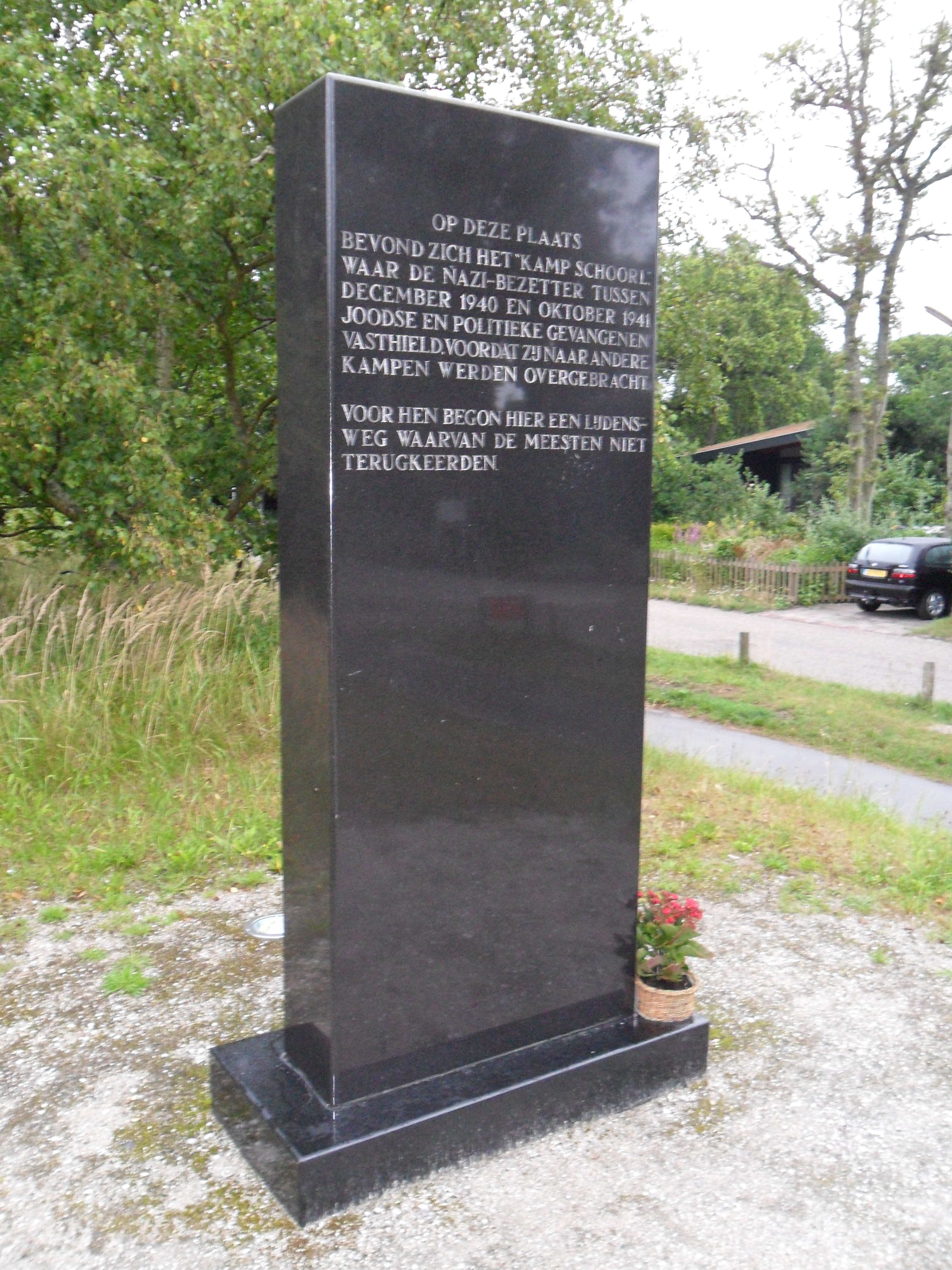
Mémorial sur le site où s'érigeait le camp.

Kamp Schoorl, était le premier camp de concentration aux Pays-Bas. Il est situé dans le village de Schoorl.

## Histoire
Le camp est construit en 1939 en tant que camp de l'armée néerlandaise, il sert brièvement de camp de stationnement pour la Wehrmacht après l'invasion des Pays-Bas en mai 1940, mais dès décembre 1940 est transformé en camp de prisonniers. Parmi les prisonniers, on comptait notamment des Anglais, des Belges et des Français. Après quelques mois, les Français et les Belges sont libérés. Les prisonniers anglais sont transférés dans un camp allemand dans la ville polonaise de Toszek en septembre 1940.

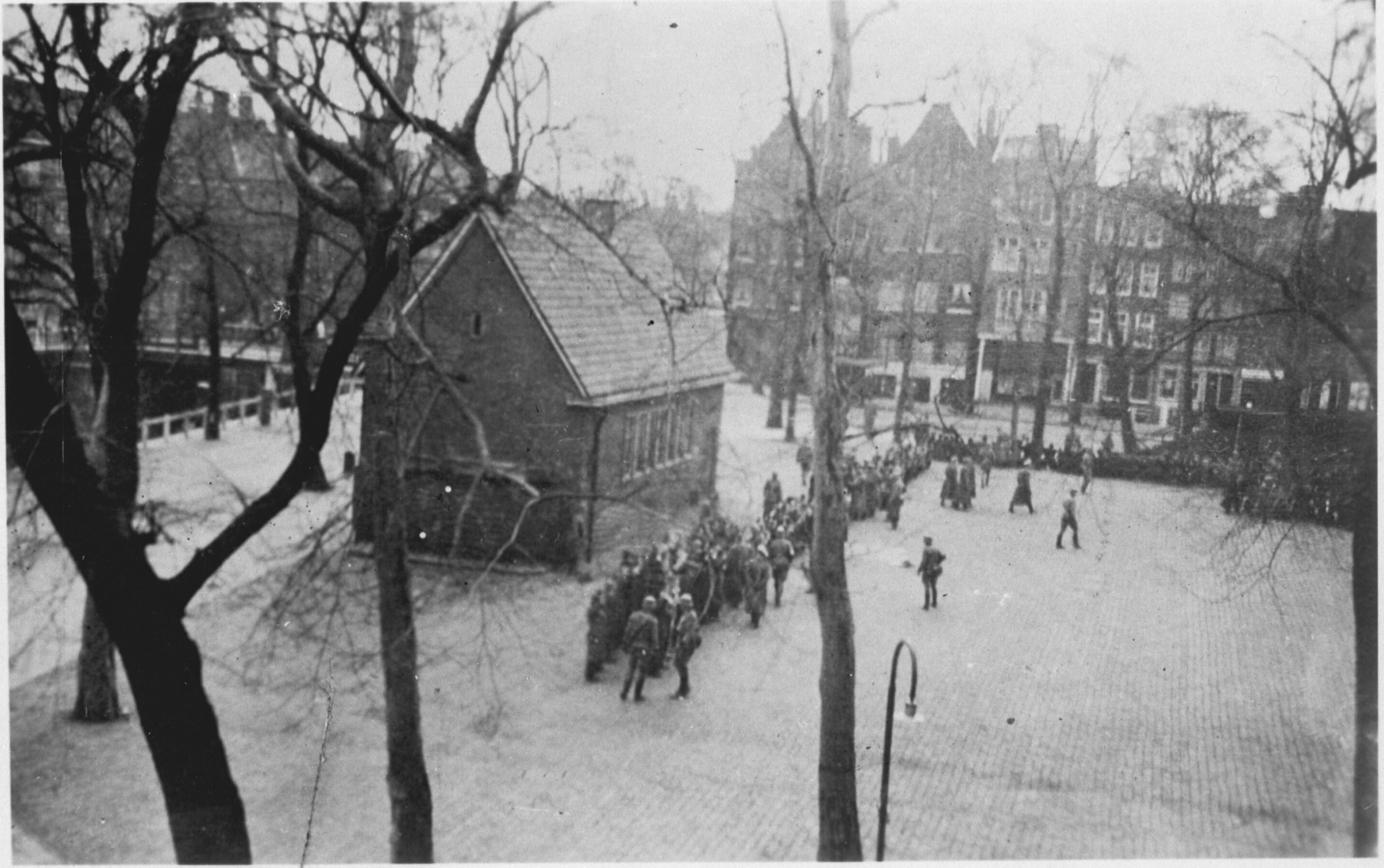
Rafle de 427 Juifs (de 20 et 35 ans) au square Jonas Daniël Meijer à Amsterdam, emmenés au camp de Schoorl (puis à Buchenwald), samedi 22 février 1941

Les premiers Juifs capturés au cours des rafles du 22 et 23 février 1941 à Amsterdam sont transférés en camion militaire au camp. Le groupe de 425 personnes transite seulement 4 jours puis il est déporté au camp de concentration de Buchenwald jusqu'en juin 1941 d'où il est envoyé au camp de concentration de Mauthausen. Seuls, deux Juifs de ce groupe survivent à la Shoah.
Environ 1 900 personnes subissent leur première détention au Kamp Schoorl avant leur déportation vers d'autres camps. Plus de 1 000 d'entre elles ne sont jamais revenues, principalement des Juifs et des prisonniers politiques. 
Le régime dans le camp était relativement meilleur que dans d'autres camps néerlandais car les prisonniers n'étaient pas contraints aux travaux forcés et il y avait de quoi se nourrir.
En octobre 1941, le camp est fermé par les Allemands, probablement car trop proche de la côte et éloigné des voies ferrées. Certains des prisonniers sont libérés mais la majorité sont transférés au camp de concentration d'Amersfoort. 25 femmes sont directement déportées au camp de concentration de Ravensbrück.
Jusqu'à la fin de la guerre, la Wehrmacht et l'Organisation Todt font du site l'une de leur base.
Après la guerre, environ 2000 SS, membres du Mouvement national-socialiste aux Pays-Bas ou du Nationale Jeugdstorm (nl) (équivalent néerlandais des jeunesses hitlériennes) et collaborateurs sont emprisonnés dans le camp jusqu'à fin 1946. Au printemps 1947, le camp est restitué à l'armée néerlandaise, qui y entraîne des soldats destinés à se battre lors de la guerre d'indépendance indonésienne. En 1948, il est cédé pour servir au Congrès international de la jeunesse espérantiste. Il est finalement détruit au début de 1949.